# (38005) 1998 KM47
1998 كي أم 47 (ويعرف أيضًا باسم (38005) 1998 كي أم 47 وفق تسمية الكوكب الصغير) (بالإنجليزية: 1998 KM47)‏ هو كويكب ضمن حزام الكويكبات؛ وترتيبه 38005 من حيث الاكتشاف.
اكتُشف هذا الجُرم الفلكي بواسطة بحث لنكولن عن الكويكبات القريبة من الأرض في 22 مايو 1998.

## وصلات خارجية
- (38005) 1998 KM47 في قاعدة بيانات مختبر الدفع النفاث لأجرام النظام الشمسي الصغيرة

- الاكتشاف · مخطط المدار ·  العناصر المدارية · المعلمات المادية

- (38005) 1998 KM47 على موقع ويكي سكاي: DSS2, SDSS, GALEX, IRAS, Hydrogen α, X-Ray, Astrophoto, Sky Map, Articles and images